# 布伦德
布伦德（德語：Blender，發音：[ˈblɛndɐ] ⓘ）是德国下萨克森州费尔登县的市镇，面积38.44平方千米，2023年12月31日人口为2,927人。